# José Alejandro Castaño Arbeláez
José Alejandro Castaño Arbeláez OAR (ur. 1 kwietnia 1945 w La Ceja) – kolumbijski duchowny rzymskokatolicki, w latach 2010–2020 biskup Cartago.

## Życiorys
Święcenia kapłańskie przyjął 8 grudnia 1971 w zgromadzeniu augustian rekolektów. Był m.in. duszpasterzem kilku kolumbijskich placówek zakonnych, radnym generalnym augustian, prowincjałem oraz rektorem zakonnego seminarium w Manizales.
13 listopada 2006 został mianowany biskupem Cali ze stolicą tytularną Castellum Tatroportus. Sakry biskupiej udzielił mu 27 stycznia 2007 abp Beniamino Stella.
21 października 2010 otrzymał nominację na biskupa Cartago, zaś 27 listopada 2010 kanonicznie objął urząd. 31 października 2020 papież Franciszek przyjął jego rezygnację z funkcji biskupa diecezjalnego Cartago, złożoną ze względu na wiek.